# شاهين بك
بوزان شاهين بك (ولد في سروج عام 1890 وتوفي في كوباني عام 1968)، هو شخصية سياسية كردية.

## السيرة الذاتية
بوزان شاهين بك (بالكردية: Bozanê Şahîn، بالعربية: بوزان شاهين بك) (ولد في سروج عام 1890 - توفي في كوباني عام 1968) هو زعيم عشائري كردي، وسياسي وناشط قومي. يُعتبر من مؤسسي منظمة خوَيبون الكردية القومية، وكان نائباً في البرلمان التركي، ثم نائباً في البرلمان السوري.

## النشأة والعائلة
ينحدر بوزان من عشيرة برازي الكردية المعروفة، وهو ابن الزعيم شاهين بك، أحد أبرز وجهاء منطقة سروج وكوباني. له عدة إخوة من بينهم مصطفى "هيرجو" بك، وحجي أحمد بك، ونافي بك، وكانوا جميعاً فاعلين سياسياً وعشائرياً في تلك الفترة.
وتعود أصول الأسرة حسب بعض المصادر إلى الجد خليل الأورفلي الذي استقر في منطقة أورفا بداية القرن التاسع عشر.

## التعليم
تلقى تعليمه في المدرسة العشائرية الإمبراطورية (Mekteb-i Aşiret) في إسطنبول، التي أنشأها السلطان عبد الحميد الثاني لتأهيل أبناء زعماء القبائل. وتُشير بعض المصادر إلى أنه تابع دراسته لفترة قصيرة في فرنسا، إلا أن هذه المعلومة بحاجة لتأكيد رسمي.

## النشاط السياسي في تركيا
بعد الحرب العالمية الأولى، انضم بوزان إلى حركة مصطفى كمال لمقاومة الاحتلال الفرنسي والبريطاني في جنوب الأناضول. شارك في المعارك في أورفا وعنتاب، وانتُخب نائباً عن أورفا عام 1920، ثم عن عنتاب عام 1921 في البرلمان التركي.
نال وسام الاستقلال التركي تقديراً لمساهمته في حرب التحرير. إلا أنه رفض التوقيع على ما يُعرف بـ ميساك-ى ملى، فتمت محاكمته غيابياً بتهمة الخيانة وصدر بحقه حكم بالإعدام.

## المنفى والنشاط الكردي في سوريا
هرب بوزان إلى سوريا عام 1923 برفقة أخيه هيرجو ومئات من أفراد عشيرته، واستقر في كوباني التي أصبحت مركز نشاطه السياسي. شارك عام 1927 في تأسيس منظمة خوَيبون القومية الكردية، إلى جانب شخصيات بارزة مثل جلادت بدرخان.
دعمت المنظمة ثورة جبل آرارات (1926–1930)، وكان بوزان وأخوه من مموليها الأساسيين. لكنه أُجبر على التراجع بسبب ضغوط السلطات الفرنسية، وتم وضعه قيد الإقامة الجبرية في حلب.
في تلك المرحلة، أصبح بوزان راعياً للثقافة الكردية، وقدم الدعم لعدد من المثقفين الكرد، من أبرزهم جكرخوين وعثمان صبري.

## الحياة السياسية في سوريا
استفاد من الانفتاح السياسي في ظل الانتداب الفرنسي، وانتُخب عام 1936 نائباً عن منطقة جرابلس في البرلمان السوري. كما تشير بعض الروايات إلى أنه شغل منصب رئيس بلدية كوباني لفترة محددة.
عمل على تعزيز حقوق الكرد في الحياة السياسية السورية، وساهم في تنظيم الحياة المدنية في المنطقة.

## وفاته
توفي في كوباني عام 1968. كان قد تزوج ثلاث مرات وأنجب أربعة أبناء، من أبرزهم شكري بوزان بك. تنحدر عائلته اليوم في سوريا وتركيا وأوروبا.

## الإرث
يُنظر إلى بوزان شاهين بك كأحد الرموز المركبة في التاريخ الكردي المعاصر. فقد كان من أوائل المدافعين عن الدولة التركية الحديثة، ثم تحوّل إلى أحد أبرز دعاة القضية الكردية بعد خيبة الأمل من سياسات أتاتورك. ويُعتبر حتى اليوم من رموز الهوية الكردية في كوباني وسوريا الشمالية.